# В полной темноте
«В полной темноте», также известный под названием «День, когда Токио-3 замер» и «Внутри неподвижной темноты» (яп. 静止した闇の中で; дословно — «В неподвижной темноте») — одиннадцатый эпизод аниме-сериала «Евангелион» студии Gainax. Режиссёр эпизода — Тэцуя Ватанабэ, сценаристы — Хидэаки Анно и Ёдзи Энокидо. Впервые эпизод был показан на TV Tokyo 13 декабря 1995 года, набрав 9,0 % аудитории.
В «Дне, когда Токио-3 замер» штаб-квартира Nerv, расположенная в Геофронте, лишается электричества в результате саботажа со стороны третьих лиц для её исследования. В это время в Токио-3 прибывает ангел Маториил. Синдзи Икари, Рей Аянами и Аска Лэнгли Сорью пробираются в штаб-квартиру через воздуховод, где садятся в Евангелионы. После этого в вертикальной шахте они сообща побеждают ангела.

## Сюжет
Синдзи Икари звонит своему отцу, главнокомандующему Nerv Гэндо, сообщив о родительском собрании в школе. Когда Гэндо отвечает, что это обязанности майора Nerv Мисато Кацураги, связь резко пропадает. Вскоре выясняется, что штаб-квартира Nerv и Токио-3 остались без электричества. Рёдзи Кадзи и Мисато застревают в лифте штаб-квартиры, а Рицуко Акаги и другие члены Nerv исключают возможность, что это несчастный случай, и приходят к выводу, что произошёл спланированный саботаж со стороны третьих лиц для исследования штаб-квартиры.
В Токио-3 прибывает девятый ангел Маториил. Синдзи, Рей Аянами и Аска Лэнгли Сорью через воздуховод попадают в штаб-квартиру, в то время как Гэндо и другие члены Nerv вручную активируют Евангелионов без помощи электричества.
Сев в Евы, Синдзи, Рей и Аске предстояло выбраться на поверхность через вертикальную шахту. Однако Маториил, встав над ней, стал «плакать» кислотой, чтобы выжечь себе путь в последнюю догму. Аска придумала план: она берёт весь удар на себя, защищая Рей, которая должна спуститься вниз шахты и передать лежащее там оружие Синдзи, который после этого должен из него убить ангела. План прошёл успешно, ангел был повержен.
В финальной сцене Синдзи, Рей и Аска лежат на холме, наблюдая за тем, как в Токио-3 вернулось электричество. Синдзи задаётся вопросом, почему ангелы нападают на людей, на что Аска отвечает, что попытаться разобраться в этом бессмысленно.

## Производство
В 1993 году Gainax опубликовала «Предложение» (яп. 企画書), презентационный документ о «Евангелионе», содержащий синопсис «Дня, когда Токио-3 замер». Изначально эпизод должен был быть десятым, однако позже стал одиннадцатым. Режиссёром эпизода является Тэцуя Ватанабэ, сценаристами — Хидэаки Анно и Ёдзи Энокидо, главным аниматором — Тосио Кавагуси, раскадровкой занимался Масаюки Ямагути. Также в процессе анимации эпизода принимал участие Кенъити Ёсида.
Некоторые сцены, присутствовавшие в первых версиях сценария, в конечном итоге были вырезаны: изначально сцена с Мисато и Кадзи в лифте должна была длиться дольше, Рей должна была объяснить своим товарищам-пилотам, что коридоры к штаб-квартире Nerv запутаны специально для предотвращения террористических атак, а в конце Сигэру Аоба должен был сыграть на гитаре акустическую версию песни «A Cruel Angel’s Thesis».
Вступительной музыкальной темой эпизода была «A Cruel Angel’s Thesis» в исполнении Ёко Такахаси. В сцене, где Макото Хюга забирает бельё Мисато, была использована песня «You are the only one» Котоно Мицуиси, сэйю Мисато. Финальной музыкальной темой эпизода стала песня «Fly Me to the Moon» в исполнении Клэр Литтли.

## Темы
Одно из названий эпизода «День, когда Токио-3 замер» отсылает к американскому фильму 1951 года «День, когда остановилась Земля» (англ. The Day the Earth Stood Still).
Поведение Аски в «Дне, когда Токио-3 замер» восходит к мужскому протесту, введённому Альфредом Адлером психологическому термину, характеризующего женщину, желающую занять социальную роль мужчины. В эпизоде Синдзи задаётся вопросом, почему ангелы нападают на людей, что, по мнению писателя Майкла Бермана, является фактом того, что в «Евангелионе» Бога либо не существует, либо ему безразличны люди.
Писатель Деннис Редмонд уделяет внимание тому, как Гэндо после того, как штаб-квартира Nerv была атакована третьими лицами, говорит, что злейшем врагом человечества является оно само же. В одной из сцен эпизода Рей говорит, что люди боятся темноты, и чтобы выжить, отгоняют её огнём, на что Аска пренебрежительно ответила: «Философия!». Проанализировав эту сцену, Редмонд охарактеризовал Рей как лирическую неонационалистку, а Аску — как многонационального прагматика.

## Показ и критика
Впервые «В полной темноте» был показан 13 декабря 1995 года на Tokio TV, набрав 9,0 % аудитории.
Стив Дасилва из Jalopnik.com назвал «В полной темноте» фантастическим эпизодом. Акио Нагатоми из The Anime Café похвалил эпизод за режиссуру, сценарий и динамичность, отметив среди недостатков характер Аски и подачу справочной информации о Magi. Редактор Film School Rejects Макс Ковилл поставил эпизод на 12-е место среди своего списка лучших эпизодов сериала, похвалив его за раскрытие эмоций пилотов Ев. Редактор Looper.com Томпсон Смит в своём списке самых могущественных ангелов «Евангелиона» поставил Маториила на 9-е место, назвав его отвратительным и ужасающим.
Многие критики хорошо оценили битву трёх Ев с Маториилом. Адам Бич из Screen Rant поставил её на 8-е место среди лучших битв сериала, в то время как Леонард Мэнсон из Somagnews.com — на 9-е. Терон Мартин из Anime News Network назвал битву захватывающей и креативной.

## Продукция
«В полной темноте» был включён в DVD-сборники «Second Impact Box» Gainax и «Евангелион. Том 2 серии 7―13» российской компании MC Entertainment, выпущенные 15 ноября 2000 и 28 июля 2005 года соответственно. Эпизод вошёл в Blu-ray-сборник «Neon Genesis Evangelion Blu-ray BOX», выпущенный японской компанией King Records 26 августа 2015 года. Японская компания Movic выпустила футболки, основанные на эпизоде.

### На других языках
- Berman M. The Everyday Fantastic: Essays on Science Fiction and Human Being (англ.). — Cambridge Scholars Publishing, 2008. — 175 p. — ISBN 9781443807838.
- Cannarsi G. Evangelion Encyclopedia (итал.). — Dynit[англ.], 1998. — Vol. 6.
- Redmond D. The World is Watching: Video as Multinational Aesthetics, 1968–1995 (англ.). — Southern Illinois University Press, 2004. — 202 p. — ISBN 9780809325351.
- Poggio A. Neon Genesis Evangelion Encyclopedia (яп.). — Dynit[англ.], 2008.

### На японском языке
- Evangelion Chronicle (яп.). — DeAgostini, 2010. — Vol. 10.
- Evangelion Chronicle (яп.). — DeAgostini, 2010. — Vol. 19.
- Gainax. Neon Genesis Evangelion Newtype 100% Collection = 新世紀エヴァンゲリオン NEWTYPE 100％ COLLECTION. — Kadokawa Shoten, 1997. — ISBN 4-04-852700-2.